# 六番目の幸福
『六番目の幸福』（ろくばんめのこうふく、原題: The Inn of the Sixth Happiness）は、1958年に製作・公開されたアメリカ合衆国の映画である。

## 概要
1930年代に中国と中国人を心から愛して自らの人生を捧げて、100人の中国人孤児達を日本軍の攻撃から懸命に守り抜いたイギリス人女性宣教師グラディス・エイルウォード（1902年 - 1970年）の半生を描いたアラン・バージェスの小説を基にした映画化作品であり、マーク・ロブソンが監督、イングリッド・バーグマンとクルト・ユルゲンス、ロバート・ドーナット（遺作となった）が主演して、シネマスコープを用いて撮影された。映画の題名となっている「六番目の幸福」（The Sixth Happiness）とは、中国では人の幸福には「長寿、富貴、健康、道徳、天寿」の5つがあると伝えられていて、最後にもう1つ、各自その人だけが持つことが出来る唯一の幸福が存在しており、自分自身で見つける自分だけの幸福のことである。

## あらすじ
宣教師として中国に派遣されることを希望していたイギリス人女性・グラディス（イングリッド・バーグマン）は、ロンドンにある中国伝道協会のロビンソン博士（ムールトリー・ケルサル）から返信を受け取ったので、リバプールから列車に乗ってロンドンへやって来た。グラディスは早速ロビンソン博士のいる中国伝道協会を訪ねるが、宣教師の資格が無いという理由で採用を断られてしまう。何としてでも中国に行きたいグラディスは、ロビンソン博士に紹介されたフランシス・ジェミソン卿（ロナルド・スクワイア）の屋敷で住み込みの家政婦として働きながら渡航資金を貯めて、個人で中国に行くことを決意する。そうと決めたグラディスはロンドンの旅行代理店を訪れて、シベリア鉄道を利用する中国行きの格安チケットを月賦で購入した。晴れてチケット代を全額支払い終えたグラディスは、イギリスから夢にまで見た憧れの中国へと旅立つ。

## キャスト
- グラディス・エイルウォード：イングリッド・バーグマン
- リン・ナン：クルト・ユルゲンス
- 県長マンダリン：ロバート・ドーナット
- ホカ：マイケル・デイヴィッド
- ローソン：アテネ・セイラー
- フランシス・ジェミソン卿：ロナルド・スクワイア
- ロビンソン博士：ムールトリー・ケルサル
- ヤン：ピーター・チョン
- リー：バート・クウォーク

## スタッフ
- 製作：バディ・アドラー
- 監督：マーク・ロブソン
- 脚本：イゾベル・レナート
- 音楽：マルコム・アーノルド
- 撮影：フレディ・ヤング
- 編集：アーネスト・ウォルター
- 美術：ジョン・ボックス、ジェフリー・ドレイク
- 衣装：マーガレット・ファース
- シネマスコープ用レンズ：ボシュロム
- 色彩：イーストマンカラー・デラックス

## 映画賞受賞・ノミネーション
- 受賞
  - ナショナル・ボード・オブ・レビュー賞女優賞：イングリッド・バーグマン
- ノミネーション
  - アカデミー監督賞：マーク・ロブソン
  - ゴールデングローブ賞 主演女優賞 (ドラマ部門)：イングリッド・バーグマン
  - ゴールデングローブ賞 主演男優賞 (ドラマ部門)：ロバート・ドーナット